# Lista de projetos de inteligência artificial
A seguir, uma lista de projetos de inteligência artificial notáveis, atuais e passados, não classificados.

## Projetos especializados

### Inspirados no cérebro
- Projeto Blue Brain, uma tentativa de criar um cérebro sintético por meio de engenharia reversa do cérebro de mamíferos até o nível molecular.[1]
- Google Brain, um projeto de aprendizado profundo que faz parte do Google X e que tenta ter inteligência semelhante ou igual ao nível humano.[2]
- Human Brain Project (Projeto Cérebro Humano), projeto de pesquisa científica com duração de dez anos, baseado em supercomputadores exascala.[3]

### Arquiteturas cognitivas
- 4CAPS, desenvolvido na Universidade Carnegie Mellon por Marcel A. Just[4]
- ACT-R, desenvolvida na Universidade Carnegie Mellon por John R. Anderson.[5]
- AIXI, Inteligência Artificial Universal desenvolvida por Marcus Hutter no IDSIA e na ANU.[6]
- CALO, um esforço de 25 instituições financiado pela DARPA para integrar muitas abordagens de inteligência artificial (processamento de linguagem natural, reconhecimento de fala, visão de máquina, lógica probabilística, planejamento, raciocínio, muitas formas de aprendizado de máquina) em um assistente de IA que aprende a ajudar a gerenciar o ambiente do seu escritório.[7]
- CHREST, desenvolvido por Fernand Gobet na Universidade de Brunel e Peter C. Lane na Universidade de Hertfordshire.[8]
- CLARION, desenvolvido por Ron Sun no Instituto Politécnico Rensselaer e na Universidade do Missouri.[9]
- CoJACK, uma extensão inspirada no ACT-R para o sistema multiagente JACK, que acrescenta uma arquitetura cognitiva aos agentes para obter comportamentos mais realistas (semelhantes aos humanos) em ambientes virtuais.[10]
- Copycat, de Douglas Hofstadter e Melanie Mitchell, da Universidade de Indiana.[11]
- DUAL, desenvolvido na Nova Universidade Búlgara por Boicho Kokinov.[12]
- FORR, desenvolvido por Susan L. Epstein na Universidade da Cidade de Nova Iorque.[13]
- IDA e LIDA, implementando a teoria do espaço de trabalho global, desenvolvida por Stan Franklin na Universidade de Memphis.[14]
- OpenCog Prime, desenvolvido usando a estrutura do OpenCog.[15]
- Sistema de raciocínio processual (PRS), desenvolvido por Michael Georgeff e Amy L. Lansky na SRI International.[16]
- Psi-Theory, desenvolvido por Dietrich Dörner na Universidade Otto-Friedrich em Bamberga, Alemanha.[17]
- Soar, desenvolvido por Allen Newell e John Laird na Universidade Carnegie Mellon e na Universidade de Michigan.[18]
- Society of Mind e seu sucessor, The Emotion Machine, propostos por Marvin Minsky.[19]
- Arquiteturas de subsunção, desenvolvidas, por exemplo, por Rodney Brooks[20] (embora seja possível contestar se elas são cognitivas).

### Jogos
- AlphaGo, software desenvolvido pelo Google que joga o jogo de tabuleiro chinês Go.[21]
- Chinook, um programa de computador que joga damas; o primeiro a ganhar o título de campeão mundial na competição contra humanos.[22]
- Deep Blue, um computador que joga xadrez desenvolvido pela IBM e que venceu Garry Kasparov em 1997.[23]
- Halite, uma competição de programação de inteligência artificial criada pela Two Sigma em 2016.[24]
- Libratus, uma IA de pôquer que venceu jogadores de pôquer de nível internacional em 2017, com a intenção de ser generalizável para outras aplicações.[25]
- O Matchbox Educable Noughts and Crosses Engine (às vezes chamado de Machine Educable Noughts and Crosses Engine ou MENACE) foi um computador mecânico feito de 304 caixas de fósforos projetado e construído pelo pesquisador de inteligência artificial Donald Michie em 1961.[26]
- Quick, Draw!, um jogo on-line desenvolvido pelo Google que desafia os jogadores a desenhar uma imagem de um objeto ou ideia e, em seguida, usa uma rede neural para adivinhar o que é o desenho.[27]
- O Game of Checkers (1959) foi um dos primeiros programas de autoaprendizagem bem-sucedidos do mundo e, portanto, uma demonstração muito precoce do conceito fundamental de inteligência artificial (IA).[28]
- Stockfish AI, um mecanismo de xadrez de código aberto atualmente classificado como o mais alto em muitas classificações de xadrez por computador.[29]
- TD-Gammon, um programa que aprendeu a jogar gamão de classe mundial, em parte jogando contra si mesmo (aprendizado por diferença temporal com redes neurais).[30]

### Ativismo na Internet
- Serenata de Amor, projeto para a análise de gastos públicos e detecção de discrepâncias.[31]

### Conhecimento e raciocínio
- Braina, um aplicativo de assistente pessoal inteligente com uma interface de voz para o sistema operacional Windows.[32]
- Cyc, uma tentativa de montar uma ontologia e um banco de dados de conhecimento cotidiano, possibilitando um raciocínio semelhante ao humano.[33]
- Eurisko, uma linguagem criada por Douglas Lenat para solucionar problemas que consiste em heurística, incluindo algumas informações sobre como usar e alterar sua heurística.[34]
- Google Now, um assistente pessoal inteligente com uma interface de voz no Android do Google e no iOS da Apple Inc., bem como no navegador da Web Google Chrome em computadores pessoais.[35]
- Holmes, uma nova IA criada pela Wipro.[36]
- Microsoft Cortana, um assistente pessoal inteligente com uma interface de voz nas várias edições do Windows 10 da Microsoft.[37]
- Mycin, um dos primeiros sistemas médicos especializados.[38]
- Open Mind Common Sense, um projeto baseado no MIT Media Lab para criar uma grande base de conhecimento de senso comum a partir de contribuições on-line.[39]
- Siri, um assistente pessoal inteligente e navegador de conhecimento com uma interface de voz no iOS e macOS da Apple Inc.[40]
- SNePS, simultaneamente um sistema de representação, raciocínio e atuação de conhecimento baseado em lógica, em estrutura e em rede.[41]
- Viv (software), uma nova IA dos criadores da Siri.[42]
- Wolfram Alpha, um serviço on-line que responde a consultas computando a resposta a partir de dados estruturados.[43]

### Movimento e manipulação
- O AIBO, o robô de estimação para uso doméstico, surgiu do CSL (Computer Science Laboratory) da Sony.[44]
- Cog, um robô desenvolvido pelo MIT para estudar teorias de ciência cognitiva e inteligência artificial, agora descontinuado.[45]

### Música
- Melomics, uma tecnologia bioinspirada para composição e sintetização de música, em que os computadores desenvolvem seu próprio estilo, em vez de imitar os músicos.[46]

### Processamento de linguagem natural
- AIML, um dialeto XML para a criação de agentes de software de linguagem natural.[47]
- Apache Lucene, uma biblioteca de mecanismo de pesquisa de texto de alto desempenho e com todos os recursos, escrita inteiramente em Java.[48]
- Apache OpenNLP, um kit de ferramentas baseado em aprendizado de máquina para o processamento de textos em linguagem natural. Ele suporta as tarefas mais comuns de NLP, como tokenização, segmentação de frases, marcação de parte da fala, extração de entidades nomeadas, chunking e análise.[49]
- Artificial Linguistic Internet Computer Entity (A.L.I.C.E.), um chatterbot de processamento de linguagem natural.[50]
- ChatGPT, um chatbot desenvolvido com base na família GPT-3.5 e GPT-4 (pago) da OpenAI de modelos de linguagem de grande escala.[51]
- Cleverbot, sucessor do Jabberwacky, agora com 170 milhões de linhas de conversação, Deep Context, fuzziness e processamento paralelo. O Cleverbot aprende com cerca de 2 milhões de interações de usuários por mês.[52]
- ELIZA, um famoso programa de computador de 1966 criado por Joseph Weizenbaum, que parodiava a terapia centrada na pessoa.[53]
- FreeHAL, um simulador de conversação de autoaprendizagem (chatterbot) que usa redes semânticas para organizar seu conhecimento e imitar um comportamento humano muito próximo nas conversações.[54]
- Gemini, uma família de modelos multimodais de linguagem ampla desenvolvida pela DeepMind do Google.[55] Conduz o chatbot Gemini, anteriormente conhecido como Bard.[56]
- GigaChat, um chatbot do Sberbank russo.[57]
- GPT-3, um modelo de linguagem de 2020 desenvolvido pela OpenAI que pode produzir texto difícil de distinguir daquele escrito por um ser humano.[58]
- Jabberwacky, um chatbot desenvolvido por Rollo Carpenter, para simular uma conversa humana natural.[59]
- LaMDA, uma família de modelos de linguagem neural de conversação desenvolvida pelo Google.[60]
- Mycroft, um assistente pessoal inteligente gratuito e de código aberto que usa uma interface de usuário de linguagem natural.[61]
- PARRY, outro chatterbot antigo, escrito em 1972 por Kenneth Colby, que tentava simular um esquizofrênico paranoico.[62]
- SHRDLU, um dos primeiros programas de computador de processamento de linguagem natural desenvolvido por Terry Winograd no MIT de 1968 a 1970.[63]
- SYSTRAN, uma tecnologia de tradução automática da empresa de mesmo nome, usada pelo Yahoo!, AltaVista e Google, entre outros.[64]
- DBRX, modelo de linguagem grande de fonte aberta com 136 bilhões de parâmetros, desenvolvido pela Mosaic ML e pela Databricks.[65]

### Reconhecimento de fala
- CMU Sphinx, um grupo de sistemas de reconhecimento de fala desenvolvido na Universidade Carnegie Mellon.[66]
- DeepSpeech, um mecanismo de fala para texto de código aberto baseado no trabalho de pesquisa de fala profunda da Baidu.[67]
- Whisper, um sistema de reconhecimento de fala de código aberto desenvolvido na OpenAI.[68]

### Síntese de fala
- 15.ai, uma ferramenta de conversão de texto em fala com inteligência artificial em tempo real desenvolvida por um pesquisador anônimo do MIT.[69]
- Amazon Polly, um software de síntese de fala da Amazon.[70]
- Festival Speech Synthesis System, um sistema geral de síntese de fala multilíngue desenvolvido no Centro de Pesquisa em Tecnologia da Fala (CSTR) da Universidade de Edimburgo.[71]
- WaveNet, uma rede neural profunda para gerar áudio bruto.[72]

### Vídeo
- Synthesia é uma plataforma de criação e edição de vídeo, com avatares gerados por IA que se assemelham a seres humanos reais.[73]

### Outros
- 1 the Road, o primeiro romance comercializado por uma IA.[74]
- AlphaFold é um sistema baseado em aprendizagem profunda desenvolvido pela DeepMind para prever a estrutura de proteínas.[75]
- Otter.ai é uma plataforma de síntese e resumo de fala para texto, que permite aos usuários gravar reuniões on-line como texto. Além disso, ela cria legendas ao vivo durante as reuniões.[76]
- Synthetic Environment for Analysis and Simulations (SEAS), um modelo do mundo real usado pela Homeland Security e pelo Departamento de Defesa dos Estados Unidos que usa simulação e IA para prever e avaliar eventos futuros e cursos de ação.[77]

## Projetos multiuso

### Bibliotecas desoftware
- Apache Mahout, uma biblioteca de algoritmos de aprendizado de máquina dimensionáveis.[78]
- Deeplearning4j, uma estrutura de aprendizagem profunda distribuída e de código aberto escrita para a JVM.[79]
- Keras, uma biblioteca de software de código aberto de alto nível para aprendizado de máquina (funciona sobre outras bibliotecas).[80]
- Microsoft Cognitive Toolkit (anteriormente conhecido como CNTK), um kit de ferramentas de código aberto para a criação de redes neurais artificiais.[81]
- OpenNN, uma biblioteca C++ abrangente que implementa redes neurais.[82]
- PyTorch, uma rede neural Tensor e Dinâmica de código aberto em Python.[83]
- TensorFlow, uma biblioteca de software de código aberto para aprendizado de máquina.[84]
- Theano, uma biblioteca Python e um compilador de otimização para manipular e avaliar expressões matemáticas, especialmente as de valor matricial.[85]

### Estruturas GUI
- Neural Designer, uma ferramenta comercial de aprendizagem profunda para análise preditiva.[86]
- Neuroph, uma estrutura de rede neural em Java.[87]
- OpenCog, uma estrutura licenciada pela GPL para inteligência artificial escrita em C++, Python e Scheme.[15]
- PolyAnalyst, uma ferramenta comercial para mineração de texto, mineração de texto e gerenciamento de conhecimento.[88]
- RapidMiner, um ambiente para aprendizado de máquina e mineração de dados, agora desenvolvido comercialmente.[89]
- Weka, uma implementação gratuita de muitos algoritmos de aprendizado de máquina em Java.[90]

### Serviços em nuvem
- Data Applied, um ambiente de mineração de dados baseado na Web.[91]
- Watson, um serviço piloto da IBM para descobrir e compartilhar percepções baseadas em dados e estimular aplicativos cognitivos.[92]